# زمین‌لرزه ۱۹۹۴ تنگه تایوان
زمین‌لرزه تنگه تایوان در تاریخ ۱۶ سپتامبر ۱۹۹۴ میلادی، برابر با ‎۲۵ شهریور ۱۳۷۳، ساعت ۶:۲۰:۱۸ به زمان یوتی‌سی در تایوان، منطقه تنگه تایوان رخ داد. ژرفای این زلزله ۱۰٫۹ کیلومتر بود، و بزرگی آن ۶٫۷ در مقیاس Mw اعلام شده‌است. زمین‌لرزه به وقت محلی در روز جمعه، ساعت ۱۴ روی داده و منطقه زمانی آن یوتی‌سی +۸ بوده‌است.
سازمان زمین‌شناسی آمریکا نیز رومرکز این زمین‌لرزه را در مختصات ۲۲°۳۱′۴۱″شمالی ۱۱۸°۴۲′۴۰″شرقی / ۲۲٫۵۲۸°شمالی ۱۱۸٫۷۱۱°شرقی و ژرفای آنرا در ۱۳ کیلومتر گزارش کرده‌است. بزرگی برگزیدهٔ این سازمان از میان بزرگیهای محاسبه‌شدهٔ مختلف ۶٫۸ در مقیاس Mw بوده و از دید اثر، در میان چهار دسته‌بندی «نامحسوس»، «محسوس»، «زیان‌آور» یا «با تلفات»، زلزله را «با تلفات» اعلام کرده‌است. چندین ساختمان در زمین‌لرزه آسیب دیده‌است.
پروژهٔ «تنسور گشتاور مرکزوار» زاویه‌های (راستا، شیب، ریک) گسل سازندهٔ زمین‌لرزه و صفحه عمود بر آنرا (°۲۵۶، °۳۵، °۱۱۶-) یا (°۱۰۷، °۵۹، °۷۳-) و نوع گسل را«عادی» فرارسانده‌است.
شمار کشتگان زلزله حدود ۵ نفر بوده‌است. تعداد زخمیان ۱۲۱۴ نفر برآورده شده‌است.